# Birsen Menekşeli
Birsen Menekşeli (bürgerlich Birsen Karadağlı; * 31. Dezember 1940 in Istanbul) ist eine türkische Schauspielerin und Radiomoderatorin.

## Leben und Karriere
Menekşeli wurde in Istanbul geboren. Sie begann ihre Karriere bei TRT, wo sie zehn Jahre lang Kinderprogramme moderierte. 1961 wechselte Menekşeli zur Filmbranche und spielte ihre erste Rolle im Film Afacan. Zu ihren bekanntesten Werken gehören die Filme Şeytanın Kılıcı, Hazreti İbrahim und Haremde Dört Kadın.
Sie pausierte ihre Schauspielkarriere 1973 und kehrte erst 2006 zurück, um in Fernsehfilmen wie Veysel Karani und Şol Cennet’in Irmakları aufzutreten.

## Filmografie (Auswahl)
- 1961: Afacan
- 1961: Benim Küçük Meleğim
- 1961: Vatan Fedaileri
- 1962: Atı Alan Üsküdar'ı Geçti
- 1963: Ölüm Pazarı
- 1963: Şoförün Kısmeti
- 1964: Baba Hasreti
- 1964: Çapkın Efe
- 1964: Dağ Başını Duman Almış
- 1964: Halk Çocuğu
- 1965: Aman Dünya Ne Dar İmiş
- 1965: Bize Türk Derler
- 1966: Yumrukların Kanunu
- 1969: Tütüncü Kız Emine
- 1970: Aşk Ve Tabanca
- 1973: Hazreti Ömer
- 1973: Memiş İle İbiş Gangsterlere Karşı
- 2006: Bayram
- 2007: Anneler Günü
- 2007: Rızk
- 2007: Secde
- 2007: Veysel Karani
- 2008: Cennet Irmakları
- 2008: Şol Cennetin Irmakları
- 2008: Tuba Dalları
- 2011: Esma